# Lies (canção de Big Bang)
"Lies" (hangul: 거짓말; rr: Geojitmal) é uma canção do grupo sul-coreano Big Bang, contida em seu primeiro  EP Always de 2007. Foi composta e produzida por G-Dragon. Seu lançamento ocorreu em 16 de agosto de 2007 pela YG Entertainment, tornando-se o primeiro grande êxito do grupo. "Lies" atingiu a primeira colocação nas principais paradas musicais sul-coreanas, levando-a receber no mesmo ano, o prêmio de Canção do Ano no Mnet Asian Music Awards.
Atualmente, continua sendo uma de suas canções mais aclamadas pela crítica, tendo sido reconhecida também como uma de suas canções de assinatura.

## Antecedentes e composição
Através do EP Always, o Big Bang realizou mudanças musicais significativas, onde afastou-se de suas raízes de hip hop indo em direção a música eletrônica. Com duração de três minutos e quarenta nove segundos (3:49), "Lies" é uma canção de música eletrônica combinada com elementos de hip hop. Ela inicia-se com um som de discagem de telefone, e se constrói em torno de um "piano sutil, percussão vibrante e batida de palmas". Seu refrão combina "a harmonia das boy bands com cantos de hip hop", o que foi descrito pela Billboard como "algo novo" para o K-pop em 2007, enquanto os vocais da canção foram referidos como "delicados". A Arirang TV considerou que a faixa possui "fragmentos do estilo euro-house cruzado com trance".
Escrita e produzida por G-Dragon, liricamente a canção descreve sobre um rompimento amoroso, com a linha: "Me desculpe, mas eu te amo", sendo utilizada como um gancho. Originalmente, "Lies" seria lançada no álbum solo de G-Dragon, entretanto, a YG Entertainment considerou que ela se adequava melhor ao grupo.

## Recepção da crítica
"Lies" obteve uma recepção positiva da crítica especializada, sendo descrita como "de alto nível". O website coreano Star News, publicou um artigo onde analisa que a música do Big Bang "se destaca" de outros grupos masculinos de K-pop, devido suas "impressionantes linhas de melodia" em faixas como "Lies". Tamar Herman da Billboard considera que o "refrão melódico e o rap rápido" da canção, colocou o Big Bang "no caminho de dominar o experimentalismo de vanguarda, que os tornou conhecidos ao longo dos anos" e nomeou-a como uma das "canções mais memoráveis da Coreia do Sul". Para Kaitlin Miller do jornal Sun-Times, embora o som do grupo tenha evoluído, "sua mistura central de emoção e orgulho, brilham através da canção". Já a revista coreana Ize, afirmou que a imagem rebelde do Big Bang, com a melodia e letras fáceis da canção, foram a fórmula que trouxe popularidade para "Lies".

## Impacto e legado
"Lies" é reconhecida como a canção "que fez o Big Bang ser o que é hoje" e a base dos próximos lançamentos do grupo, além disso, foi descrita como pertencente ao "momento decisivo" que influenciou os ídolos de K-pop a produzirem sua própria música. O som eletrônico da faixa, tornou-se a nova tendência musical na Coreia do Sul. "Lies" foi escolhida como a canção da década, pelo programa M! Countdown da Mnet em 2014. No mesmo ano, o Star News nomeou-a como uma das dez melhores canções digitais de sucesso na história da Coreia do Sul. Posteriormente em 2016, foi eleita a principal canção de ídolos de K-pop masculinos dos últimos vinte anos, através de uma pesquisa realizada pelo jornal sul-coreano Dong-a Ilbo, envolvendo duas mil pessoas e trinta especialistas da indústria da música.
A Billboard posicionou "Lies" em terceiro lugar em sua lista das dez maiores canções do Big Bang em homenagem a seu décimo aniversário e em sua lista referente aos maiores refrões de K-pop do século. A canção também figurou na lista das dez melhores canções do grupo, realizada pelo Sun-Times.

## Vídeo musical
Dirigido por Cha Eun-taek, o vídeo musical de "Lies" apresenta um enredo onde G-Dragon é preso no lugar de uma garota. No início do vídeo musical, ele é retratado sendo perseguido e depois transportado em um carro de polícia, após realizar uma ligação para a referida garota. O vídeo segue com ela indo a seu antigo apartamento, enquanto tem lembranças de seu namorado abusivo. A produção apresenta-a em diversos locais sendo seguida pelos membros do Big Bang, incluindo um clube em que o grupo se apresenta e onde também G-Dragon é conduzido através de um corredor, estando algemado e cercado por repórteres. Em sua cena final, a garota assassina seu namorado com um vaso de plantas e é revelado que G-Dragon voluntariamente aceitou ser o criminoso para que ela pudesse ser livre.

## Desempenho nas paradas musicais
Na Coreia do Sul, "Lies" tornou-se o primeiro grande êxito do Big Bang, alcançando  o topo da parada musical da Melon por seis semanas e permanecendo na mesma por mais de cinquenta, tornando-a a primeira canção a conquistar tal feito. A canção também foi a primeira a liderar a parada do Cyworld por dois meses consecutivos, lhe rendendo dois prêmios de Canção do Mês no Cyworld Digital Music Awards. Adicionalmente, a mesma obteve as maiores vendas mensais da história da referida parada, com mais de duzentas mil cópias vendidas no mês de setembro. Em 2007 foi a canção de melhor desempenho no Cyworld e desde 2010, figura como a nona canção mais vendida de todos os tempos em sua tabela digital.
Em 2016, foi noticiado que "Lies" foi a segunda canção que mais recebeu download digitais na Coreia do Sul desde o ano de 2006, somente atrás de "Cherry Blossom Ending" da banda Busker Busker. Na China suas vendas digitais, ultrapassam um milhão de cópias.

### Posições
| Paradas                                        | Melhor posição |
| ---------------------------------------------- | -------------- |
| Coreia do Sul (Cyworld Music Chart)            | 1              |
| Coreia do Sul (Melon Music Chart)              | 1              |
| Estados Unidos (Billboard World Digital Songs) | 24             |

## Prêmios e indicações
| Ano  | Premiação                    | Categoria                             | Resultado | Ref.   |
| ---- | ---------------------------- | ------------------------------------- | --------- | ------ |
| 2007 | Cyworld Digital Music Awards | Canção do Mês (Agosto)                | Venceu    | [ 22 ] |
| 2007 | Cyworld Digital Music Awards | Canção do Mês (Setembro)              | Venceu    | [ 23 ] |
| 2007 | Mnet Asian Music Awards      | Canção do Ano                         | Venceu    | [ 30 ] |
| 2007 | Mnet Asian Music Awards      | Melhor Grupo Masculino                | Venceu    | [ 30 ] |
| 2007 | Mnet Asian Music Awards      | Melhor Canção de Hip Hop              | Indicado  | [ 30 ] |
| 2007 | Golden Disc Awards           | Daesang Digital (Gravação do Ano)     | Indicado  | [ 31 ] |
| 2008 | Seoul Music Awards           | Gravação do Ano em lançamento digital | Venceu    | [ 32 ] |

### Vitórias em programas de música
| Data                   | Programa     | Emissora |
| ---------------------- | ------------ | -------- |
| 9 de setembro de 2007  | Inkigayo     | SBS      |
| 27 de setembro de 2007 | M! Countdown | Mnet     |
| 7 de setembro de 2007  | Music Bank   | KBS      |
| 5 de outubro de 2007   | Music Bank   | KBS      |
| 12 de outubro de 2007  | Music Bank   | KBS      |